# Union City (Ohio)
Pour les articles homonymes, voir Union City.
Union City est un village américain situé dans le comté de Darke, dans l'Ohio. Selon le recensement de 2010, sa population est de 1 666 habitants.